# San Tan Valley
San Tan Valley es un lugar designado por el censo ubicado en el condado de Pinal en el estado estadounidense de Arizona. En el Censo de 2010 tenía una población de 81 321 habitantes y una densidad poblacional de 877,51 personas por km².

## Geografía
San Tan Valley se encuentra ubicado en las coordenadas 33°11′22″N 111°32′51″O / 33.18944, -111.54750. Según la Oficina del Censo de los Estados Unidos, San Tan Valley tiene una superficie total de 92.67 km², de la cual 92.67 km² corresponden a tierra firme y (0%) 0 km² es agua.

## Demografía
Según el censo de 2010, había 81.321 personas residiendo en San Tan Valley. La densidad de población era de 877,51 hab./km². De los 81.321 habitantes, San Tan Valley estaba compuesto por el 78.25% blancos, el 5.04% eran afroamericanos, el 1.16% eran amerindios, el 2.13% eran asiáticos, el 0.3% eran isleños del Pacífico, el 8.85% eran de otras razas y el 4.26% pertenecían a dos o más razas. Del total de la población el 23.36% eran hispanos o latinos de cualquier raza.